# Lygdamis kirkegaardi
Lygdamis kirkegaardi är en ringmaskart som beskrevs av Kirtley 1994. Lygdamis kirkegaardi ingår i släktet Lygdamis och familjen Sabellariidae. Inga underarter finns listade i Catalogue of Life.